# Bergkäse
Allgäuer Bergkäse
Bergkäse (alemão para queijo da montanha) é um grupo de queijos produzidos na região dos Alpes. Neste grupo estão inclusos:
- Battelmatt
- Fontina
- Piora
- Gruyère
- Montasio
- Vacherin
- Walliser

O termo é usado genericamente (especialmente na Áustria) para queijos que se parecem em sabor e textura mas não são provenientes de uma região queijeira tradicional. A textura é consistente, algumas vezes com pequenos orifícios. O sabor é forte e geralmente com gosto de nozes.